# Cerkiew Narodzenia Najświętszej Maryi Panny w Gorzowie Wielkopolskim
Cerkiew pod wezwaniem Narodzenia Przenajświętszej Bogurodzicy – prawosławna cerkiew parafialna w Gorzowie Wielkopolskim. Należy do dekanatu Szczecin diecezji wrocławsko-szczecińskiej Polskiego Autokefalicznego Kościoła Prawosławnego.
Cerkiew znajduje się przy ulicy Kostrzyńskiej.
Wybudowana w latach 1989–1995 z inicjatywy około 40 rodzin przesiedlonych z Sądecczyzny w okolice Gorzowa. Konsekrowana 21 września 1995. Wewnątrz znajduje się ikonostas zaprojektowany i wykonany przez Policealne Studium Ikonograficzne w Bielsku Podlaskim w 1995. Świątynia jest typu greckiego, posiada jedną główną kopułę i cztery mniejsze kopułki.